# Cant de l'arpista

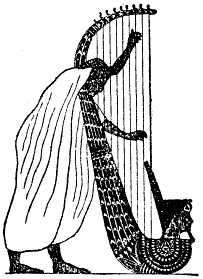

El Cant de l'arpista és un poema egipci datat al segle XXVI aC., a la fi del Primer període intermedi. S'ha conservat en la capella funerària del faraó Antef (Segle XVI aC), i rep el seu nom per estar escrit al costat de la imatge d'un arpista. Possiblement era una de les moltes cobles que es cantaven en els banquets, costum que va perdurar al llarg dels segles, com va testificar Heròdot després de la seva visita a Egipte.
És el text més antic conegut d'un gènere de composicions, conservades a les tombes, esteles i papirs, que s'interpretaven amb acompanyament musical a banquets i festes, inclosos els banquets funeraris.

## Descripció
Es tracta d'una obra sobre la mort i la Duat, tractades d'una manera pessimista que contradiu les creences religioses de l'època. «Ningú ve d'allà per dir el que és d'ells», assegura amb escepticisme, i proposa viure una vida còmoda i tranquil·la: la vida és curta, cal gaudir-la. L'autor mostra desesperança a més de descreiment, desesperança que es va mostrar en més escrits de l'època, quan Egipte vivia moments de crisis. No obstant això és únic l'hedonisme que predica, i resulta insòlit que el faraó permetés que s'inscrivís en la seva tomba un text que nega la vida eterna.
La cançó del arpista va ser rebatuda en una tomba tebana de l'Imperi Nou: «Jo he sentit aquelles cançons que estan a les tombes d'uns altres temps i les quals parlen magnificant l'existència a la terra i menyspreant el país dels morts. Però per què fer així en els resguards del país de l'eternitat, just, correcte i privat de terror?»
Una altra traducció: